# João Armando Gonçalves
João Armando Pereira Gonçalves (* 19. září 1963, Figueira da Foz) je portugalský skaut a pedagog. Mezi léty 2014 a 2017 byl předsedou světového skautského výboru (WOSM).

## Život
Gonçalves se narodil v roce 1963 v Figueiře ve středním Portugalsku a v roce 1976 poprvé vstoupil do skautského oddílu. Od té doby je členem portugalské skautské organizace Federação Escotista de Portugal a patří k její katolické větvi – Corpo Nacional de Escutas – Escutismo Católico Português. V roce 2003 řídil první setkání Roverway, které se konalo právě v Portugalsku. V letech 2004 a 2007 byl opakovaně zvolen za člena Evropského skautského regionu, ve kterém měl na starosti například metodiku výuky. V roce 2011 byl na konferenci WOSM v Brazílii zvolen do Světového skautského výboru, znovuzvolen byl v roce 2014 v Lublani. Od roku 2014 pak byl předsedou světového skautského výboru.
João Armando Gonçalves byl zvláštním hostem Mikulášského víkendu (MiQuiku), který se konal v prosinci 2015 v Praze.
Povoláním je odborný asistent na Polytechnickém institutu v Coimbře, věnuje se výzkumu participace mladých na plánování města. Je ženatý, má tři děti.